# Draugafoss
Draugafoss är ett vattenfall i republiken Island.   Det ligger i regionen Norðurland eystra, i den nordöstra delen av landet, 400 km nordost om huvudstaden Reykjavík. 
Terrängen runt Draugafoss är kuperad åt sydost, men åt nordväst är den platt. Havet är nära Draugafoss norrut.  Trakten runt Draugafoss är nära nog obefolkad, med mindre än två invånare per kvadratkilometer. Omgivningarna runt Draugafoss är i huvudsak ett öppet busklandskap.
Inlandsklimat råder i trakten. Årsmedeltemperaturen i trakten är −1 °C. Den varmaste månaden är juli, då medeltemperaturen är 10 °C, och den kallaste är februari, med −8 °C.